# Kněžice zeleninová
Kněžice zeleninová (Nezara viridula) je druh ploštice. Předpokládá se, že pochází z Etiopie, ale rozšířil se po celém světě. Vzhledem k tomu, že jako svou potravu preferuje některé luštěniny, jako jsou fazole a sója, je ekonomicky významným škůdcem.

## Popis

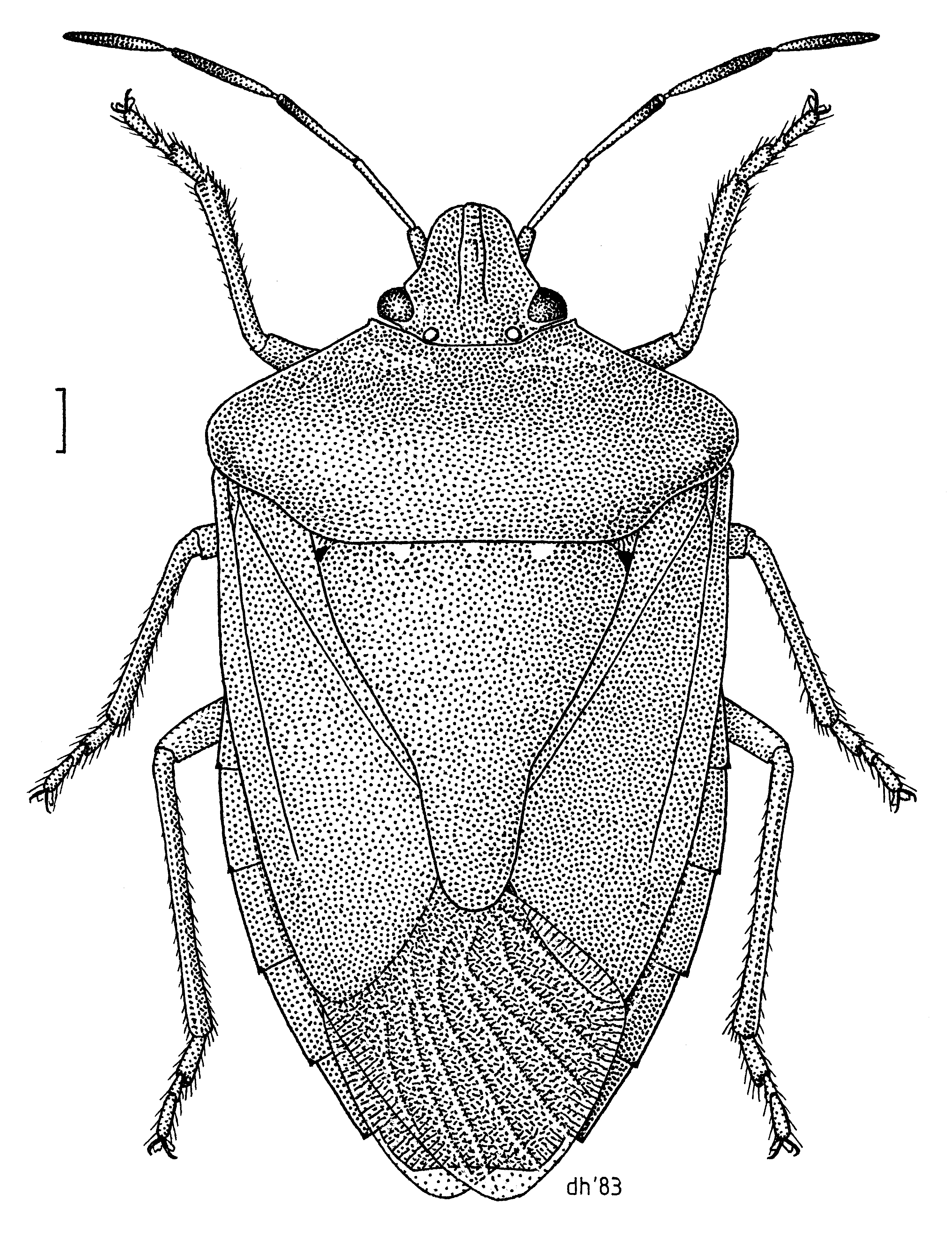
Nezara viridula, ilustrace Des Helmore

Dospělí samci mohou dosáhnout délky asi 12,1 mm, zatímco samice jsou větší a dosahují velikosti asi 13,1 mm. Tělo je obvykle jasně zelené. Oči jsou obvykle načervenalé, ale mohou být i černé.

Nejčastější morfologická forma je zelená (Nezara viridula f. smaragdula), méně častá je zelená s bílými nebo nažloutlými předními okraji na hlavě a hrudníku (Nezara viridula f. torquata Fabricius, 1775) a velmi vzácná má oranžové, žluté nebo růžové zbarvení (Nezara viridula f. aurantiaca ).

## Rozmnožování
Nezara viridula se v tropech rozmnožuje po celý rok. V mírném pásu vstupuje do zimní diapauzy spojené s reverzibilní změnou zbarvení těla ze zelené na hnědou nebo červenohnědou.
Samice snáší 30 až 130 vajíček najednou ve formě vaječné hmoty přilepené ke spodní části listu. Vejce jsou soudkovitého tvaru, s otvorem nahoře. Vývoj vajíček trvá 5 až 21 dní v závislosti na teplotě.  Než larvy dosáhnou dospělosti, svlékají se pětkrát a pokaždé se zvětší. Každý instar trvá asi týden, s výjimkou posledního před metamorfózou, který je o den delší.
Během jednoho roku se mohou vyvinout až čtyři generace, přičemž z vajíčka se v létě vyvinou dospělci za pouhých 35 dní.

## Galerie

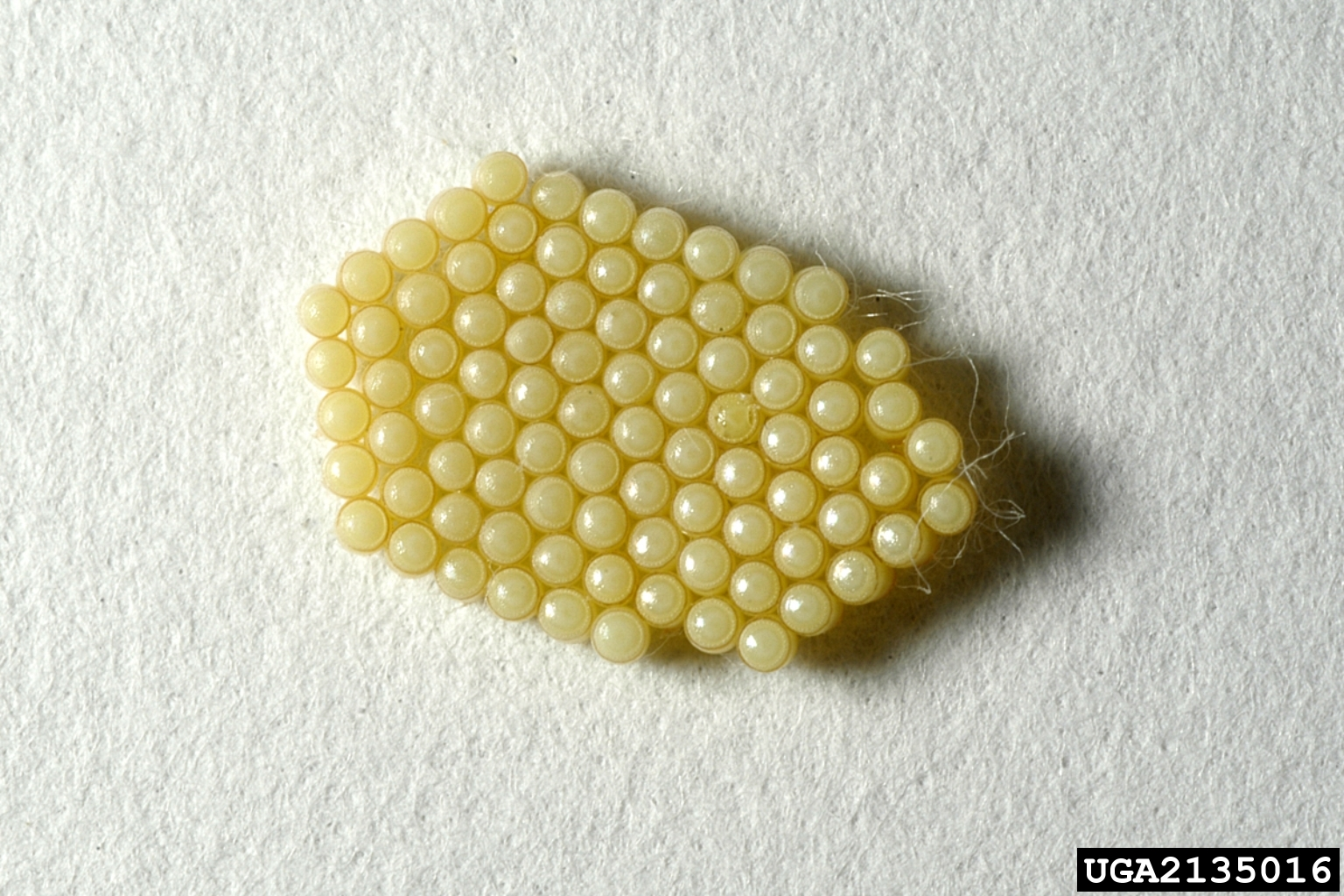
Vejce
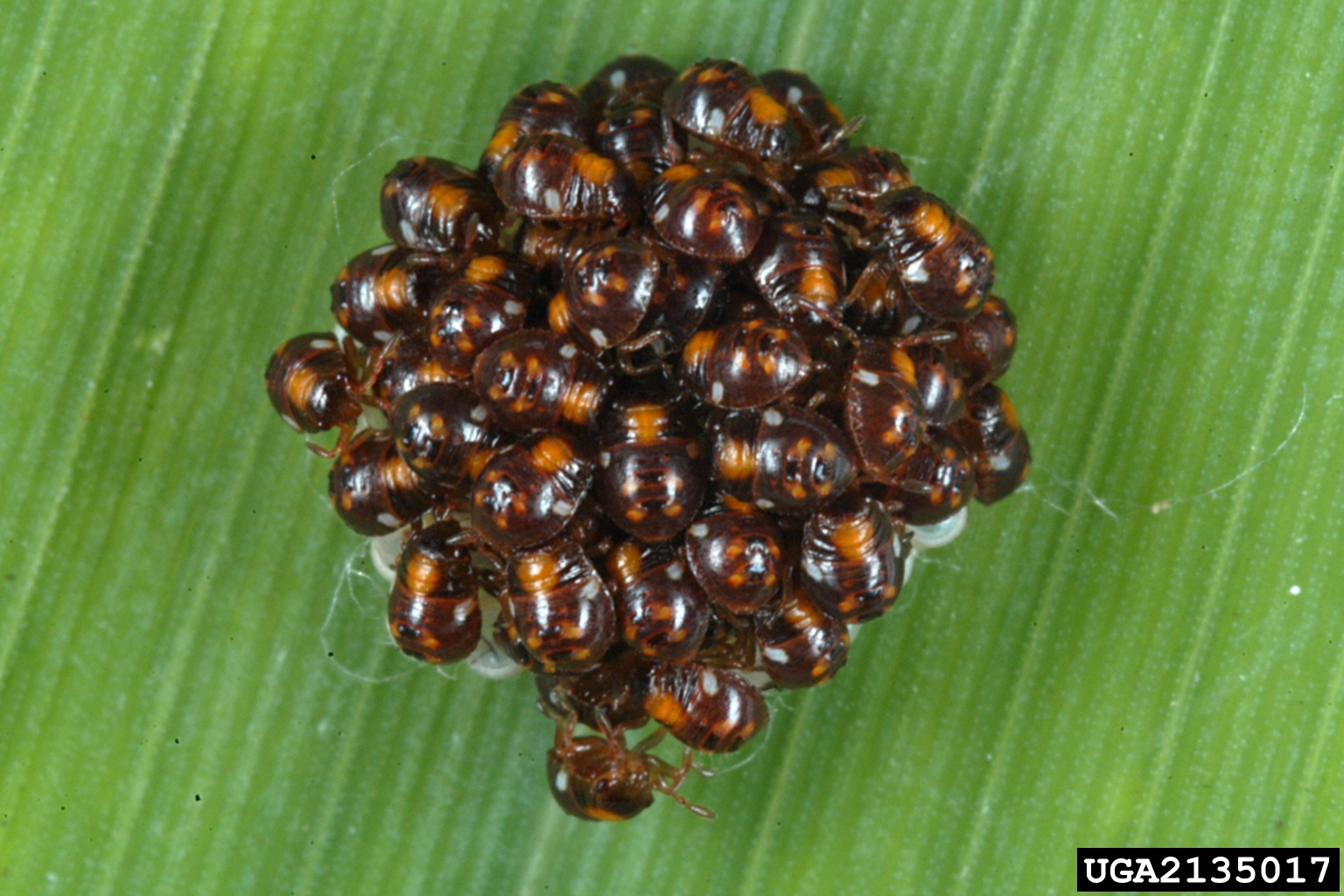
První instar
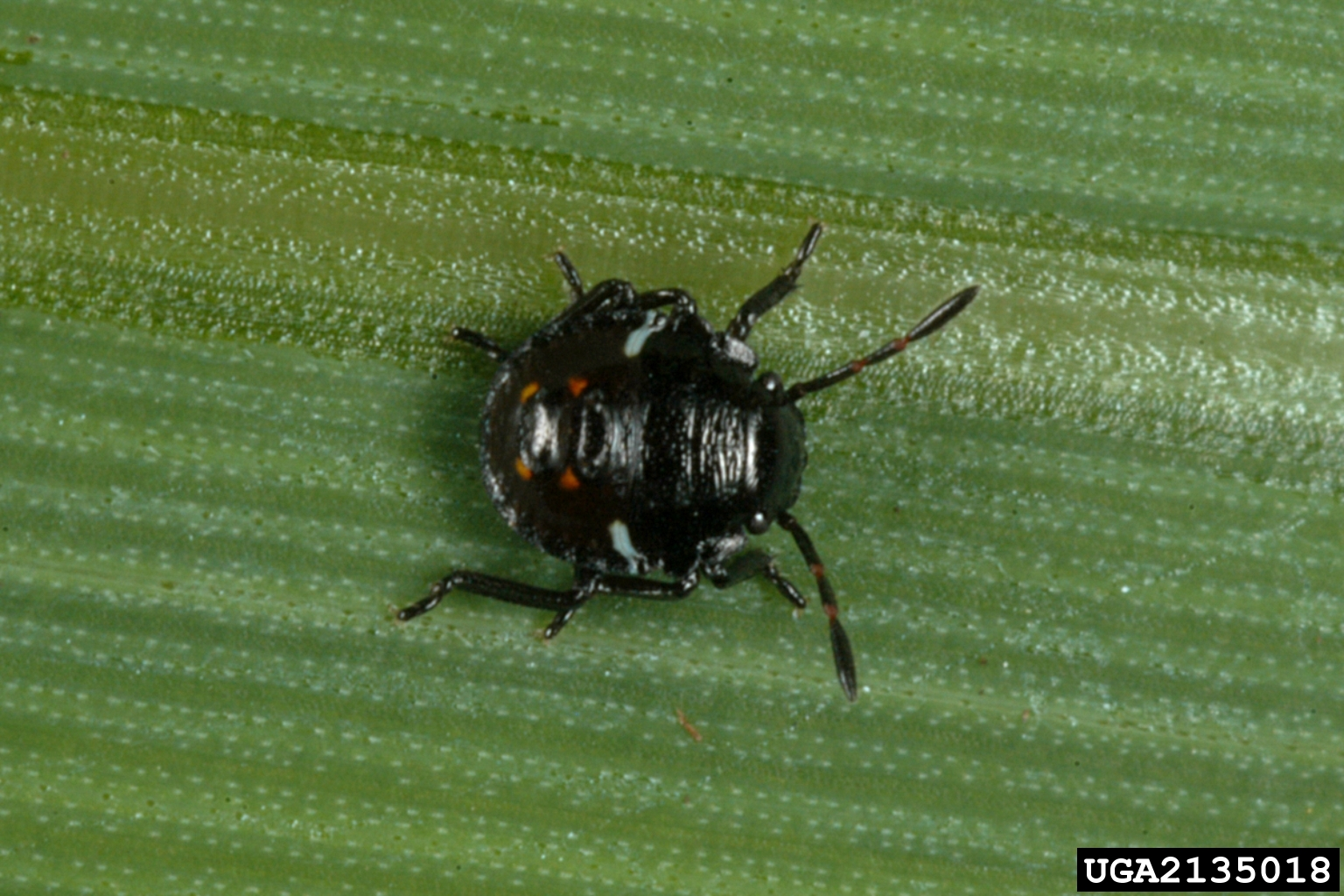
Druhý instar
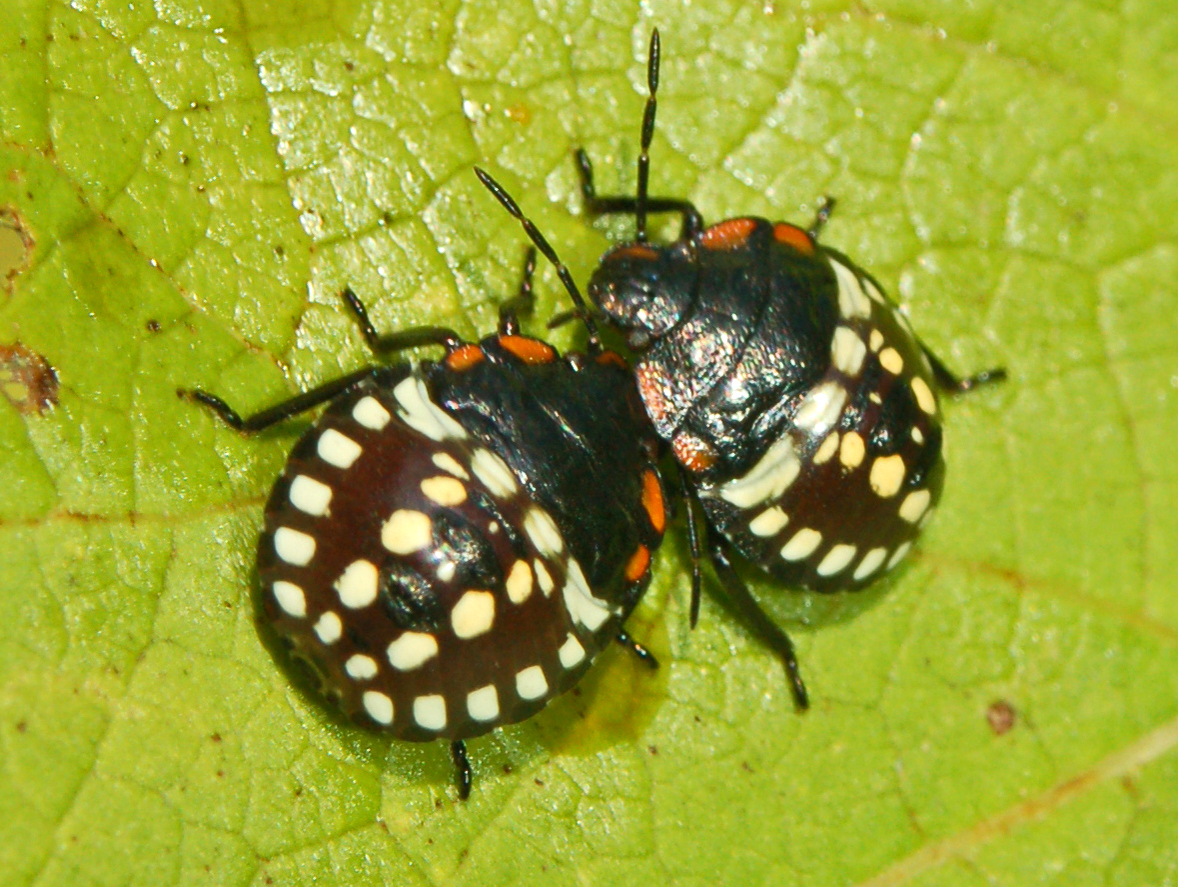
Třetí instar
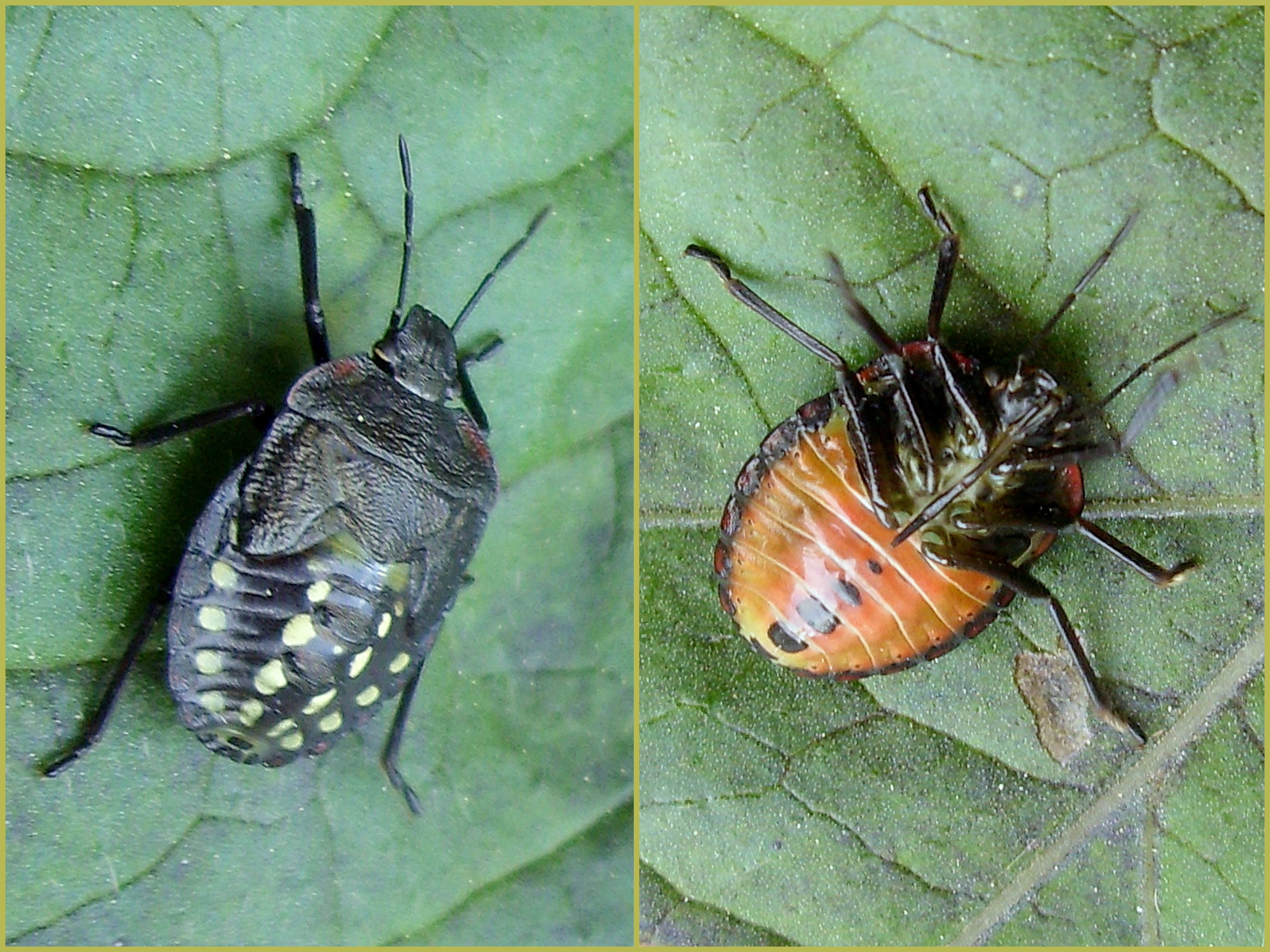
Čtvrtý instar
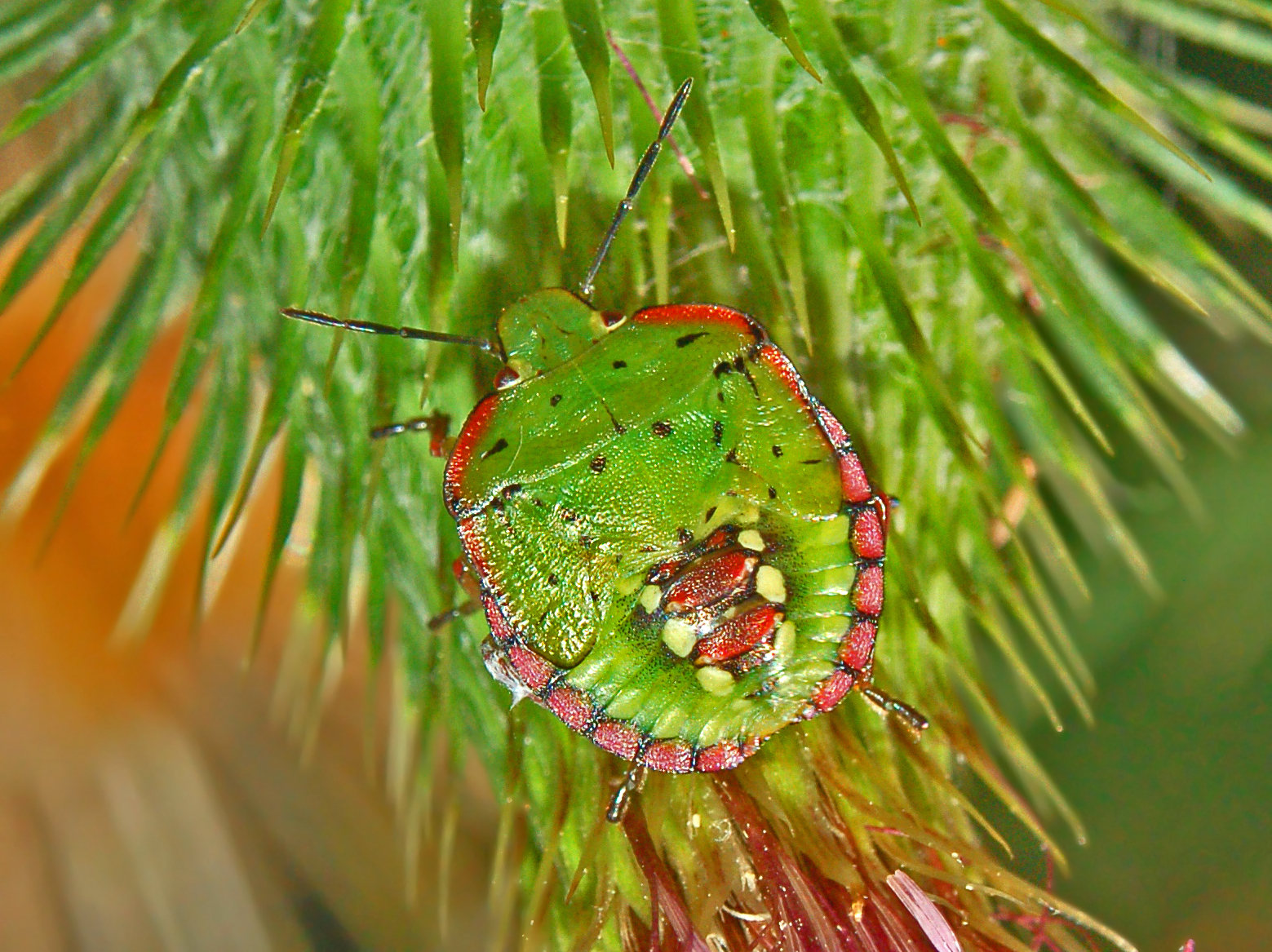
Pátý instar
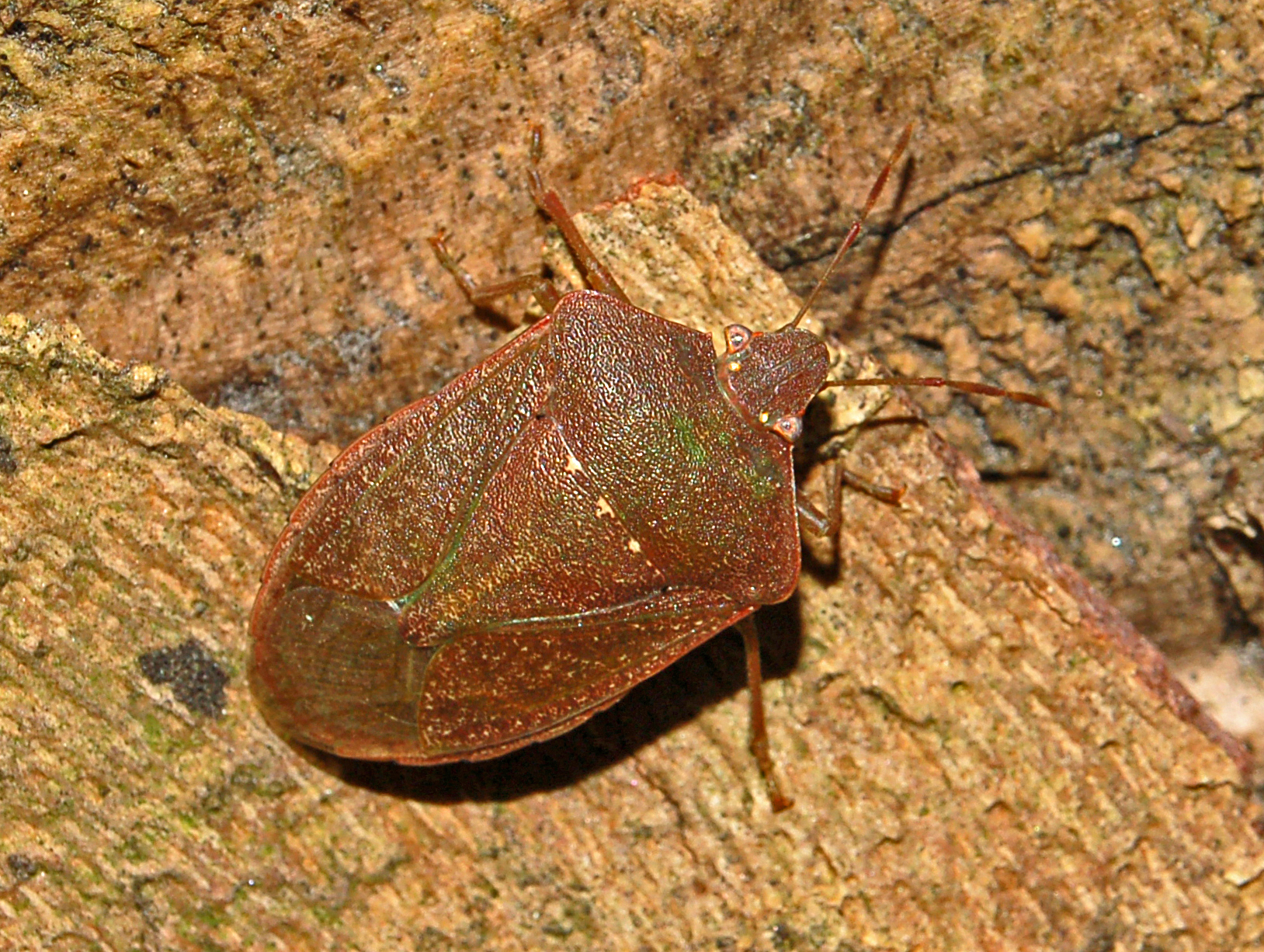
Dospělec, zimní vzor

## Ekologie
Jde o vysoce polyfágního býložravce, který je schopný se živit rostlinami z více než 30 čeledí, jednoděložnými i dvouděložnými. Dává přednost luštěninám, nejraději se živí rostlinami, které plodí nebo tvoří lusky.
Nejdůležitějším faktorem limitujícím jeho populaci v mírných pásmech je zimní chlad. Úmrtnost přezimujících jedinců se pohybuje mezi 30 až 80 % a populace nemůže přežít v oblastech, kde je průměrná teplota v zimě nižší než 5 °C. S větší pravděpodobností přežijí zimu samice, stejně jako větší jedinci a ti, kteří mají červenohnědé zbarvení.
Zdá se, že druh postupně rozšiřuje svůj areál směrem k severu. Schopnost přežít zimu závisí také na včasném vstupu do diapauzy.

## Původ a rozsah
Kněžice zeleninová je kosmopolitní druh, žijící v tropických a subtropických oblastech Ameriky, Afriky, Asie, Australasie a Evropy mezi 45 stupni severní a 45 stupni jižní šířky.
Jeho přesný původ není znám. Předpokládá se, že pochází z oblasti Etiopie ve východní Africe, odkud se i díky obchodním trasám rozšířil do celého světa.